# مرشوش
مرشوش (بالإنجليزية: MARCHOUCH)‏ هي قرية ريفية تابعة لإقليم الخميسات ضمن جهة الرباط سلا القنيطرة بالمغرب. بلغ مجموع عدد سكان مرشوش حسب إحصاءات 2014 حوالي 11724 نسمة يعيشون في 2327 أسرة.